# آر جي-12
RG-12 هي حاملة أفراد مدرعة متعددة الأغراض مزودة بالألغام المضادة للأفراد، والقنابل اليدوية، والقنابل النارية ، ومضادة لحرائق الأسلحة الصغيرة. تصنع بواسطة Land Systems OMC (وحدة أعمال تابعة لشركة بي إيه إي سيستمز) في جنوب إفريقيا، وتتواجد أكثر من 700 وحدة منها في الخدمة على مستوى العالم في حوالي 14 دولة.